# Канду, Андриан Ильич
Андриа́н Ильи́ч Канду (рум. Andrian Candu; род. 27 ноября 1975, Кишинёв, Молдавская ССР, СССР) — молдавский экс-политик. Председатель парламента Республики Молдова с 23 января 2015 по 20 марта 2019 года. Депутат парламента Республики Молдова с 24 декабря 2010 по 11 июля 2014 и с 9 декабря 2014 по 23 июля 2021 года.
Заместитель председателя парламента Республики Молдова с 30 мая 2013 по 11 июля 2014 года. Заместитель премьер-министра — министр экономики Республики Молдова с 2 июля 2014 по 23 января 2015 года. Заместитель председателя Демократической партии Молдовы с 2018 по 2020 год. Председатель партии «Про-Молдова» с 2020 по 2021 год.
24 октября 2017 года, 2 и 5 января, 24 сентября и 10 декабря 2018 года — временно исполняющий обязанности Президента Республики Молдова по решению Конституционного суда Республики Молдова из-за отказа президента Республики Молдовы Игоря Додона подписывать указы и иные законы, принятые парламентом Республики Молдова. Сразу после подписания документов полномочия вновь возвращались Игорю Додону.

## Образование
По окончании в 1991 году кишинёвской школы № 25 (в настоящее время — теоретический лицей им. Онисифора Гибу) Андриан Канду поступил в Лицей информатики им. Тибериу Поповича (Клуж-Напока, Румыния). В 1994 году получил диплом бакалавра. Осенью того же года зачислен на факультет права Университета Бабеш-Бойяи (Клуж-Напока, Румыния). По завершении четырёхлетнего обучения становится лиценциатом права. С сентября 2007 года по июнь 2008 года проходил обучение в Институте австрийского и международного налогового права Венского университета экономики и бизнеса по Постуниверситетской программе в области международного налогового права (Вена, Австрия), получив диплом магистра.
В 2001 году прошёл курс «Права человека и программа применения», организованный Институтом европейского права Бирмингемского университета (Бирмингем, Великобритания). В том же году получил диплом участника семинара «Публичное управление и индивидуум в свете Европейской конвенции по правам человека», проходившего в рамках проекта Unidem Campus Венецианской комиссии (Триест, Италия). Год спустя в Университете Западно-Капской провинции был зачислен на курс Международной академии по правам человека (о. Роббен, Кейптаун, Южная Африка).

## Карьера
После получения университетского образования в 1998 году возвращается в Молдову, где в течение четырёх лет занимает должность главного консультанта в Комиссии Парламента по внешней политике. В этот период начинает преподавать международное право в Академии публичного управления при Президенте Республики Молдова. Работал в качестве лектора до 2004 года. В 2002 году стал старшим менеджером компании PricewaterhouseCoopers Moldova и находился в этой должности до 2010 года, отвечая за управление рядом проектов в сфере налогообложения физических и юридических лиц, консультаций в сфере налогообложения экспатриантов, юридического консалтинга и др. В 2010 году был назначен на короткое время генеральным директором компании Prime Management, в которой руководил группой, ответственной за управление предприятиями в различных областях: банки и финансы, недвижимость, СМИ, гостиничное дело и услуги.
В 2010 году избран депутатом Парламента Республики Молдова и членом Комиссии по вопросам права, назначениям и иммунитету. В мае 2013 года избран заместителем председателя Парламента Республики Молдова и занимал эту должность до июля 2014 года, когда приказом Президента Республики Молдова был назначен заместителем премьер-министра, министром экономики. Спустя полгода, 23 января 2015 года, был избран Председателем Парламента Республики Молдова голосами 59 депутатов.
В октябре 2017 года Конституционный суд Республики Молдова временно отстранил от исполнения президентских обязанностей Игоря Додона из-за его отказа назначить министром обороны Евгения Стурзу, предложенного парламентом. 24 октября 2017 года (на срок необходимый для утверждения министра обороны) обязанности президента Республики Молдова были возложены на Андриана Канду. 2 января 2018 года полномочия Додона были снова временно приостановлены по решению Конституционного суда Республики Молдова из-за того, что Додон дважды отклонил кандидатуры членов правительства, предложенные премьер-министром, Канду снова стал временно исполняющий обязанности Президента Республики Молдова. 5 января 2018 полномочия Додона были снова временно приостановлены из-за того, что он дважды отказался подписать Закон о борьбе с иностранной пропагандой, принятый парламентом в конце 2017 года. 24 сентября 2018 года полномочия Додона были снова временно приостановлены по решению Конституционного суда Республики Молдова из-за того, что Додон дважды отклонил кандидатуры членов правительства, предложенные премьер-министром. 10 декабря 2018 года вновь исполнял обязанности президента из-за отказа Додона подписывать 4 закона.
19 февраля 2020 года группа шести депутатов, среди которых был Андриан Канду, объявила о выходе из Демократической партии Молдовы, обвинив руководство ДПМ в сотрудничестве с Партией социалистов Республики Молдова. 20 февраля 2020 года группа депутатов, покинувших фракцию ДПМ, создали парламентскую группу «Pro-Moldova», а Андриан Канду стал её руководителем. 22 июня 2020 года парламентская группа была преобразована в партию.
Андриан Канду ушёл из политики в 2021 году и вернулся в консалтинговую сферу, сосредоточившись на консультировании и развитии бизнес-проектов, где ранее он построил успешную карьеру.

## Иная деятельность
В 2012 году Национальный политический совет Демократической партии Молдовы избрал Андриана Канду заместителем председателя партии.
Политик состоял в Ассоциации международного права Молдовы и был генеральным директором Ассоциации деловых людей Молдовы.
Свободно владеет английским и русским языками.

## Публикации
В период осуществления своей профессиональной деятельности Андриан Канду подготовил к изданию следующие материалы и публикации: «Договор купли-продажи, различия между английским и румынским законодательством», «Европейский парламент, организация и деятельность», «Международный торговый арбитраж, различия между национальным, румынским и русским законодательством», «Содружество Независимых Государств — успех или крах?», «Злоупотребления в договорах об избегании двойного налогообложения», «Развитие налоговых договоров. Национальный отчет, Румыния».

## Личная жизнь
В 2006 году во время мероприятия, организованного PricewaterhouseCoopers в Будапеште, Венгрии, познакомился с Зузаной Стастной [štastný(a) - счастливый], сотрудницей офиса PwC в Праге. Лишь через полгода Андриан Канду решился пригласить прекрасную чешку на ужин. В одном из интервью Канду рассказал, что их отношения развивались стремительно, несмотря на то, что они все время находились в разъездах. «Мы жили вместе в Австрии, Чехии, в других странах, где оказались на учебе. Решение — „быть или не быть вместе“ — мы приняли через два года, по окончании обучения. Так как долг призывал меня вернуться на родину, я сказал ей: „Поехали со мной!“ И она согласилась без всяких условий», — рассказывает Андриан Канду.
Через три года молодые поженились в Кишинёве. В 2009 году в семье Андриана и Зузаны Канду родился первенец Даниел. В конце марта 2012 года в семье появилась девочка, которую родители назвали Верой. А в начале 2017 года на свет появился второй мальчик, третий ребёнок пары по имени Адам.
Является крестником Владимира Плахотнюка.

## Награды
- Орден Почёта (23 июля 2014 года) — в знак высокой признательности за вклад в проведение реформ, основанных на европейских ценностях и стандартах, за особые заслуги в обеспечении ведения переговоров, подписания и ратификации Соглашения об ассоциации между Республикой Молдова и Европейским Союзом, оказание содействия в либерализации визового режима в государствах — членах ЕС и в Шенгенской зоне и активное участие в повышении престижа страны на международной арене[19][20]
- Орден «Содружество» (24 ноября 2016 года, Межпарламентская ассамблея СНГ) — за активное участие в деятельности Межпарламентской Ассамблеи и её органов, вклад в укрепление дружбы между народами государств — участников Содружества Независимых Государств[21]
- Медаль «За укрепление парламентского сотрудничества» (26 ноября 2015 года, Межпарламентская ассамблея СНГ) — за особый вклад в развитие парламентаризма, укрепление демократии, обеспечение прав и свобод граждан в государствах — участниках Содружества Независимых Государств[22]
- Медаль «МПА СНГ. 25 лет» (27 марта 2017 года, Межпарламентская ассамблея СНГ) — за заслуги в деле развития и укрепления парламентаризма, за вклад в развитие и совершенствование правовых основ функционирования Содружества Независимых Государств, укрепление международных связей и межпарламентского сотрудничества[23]